# Virág Csurgó
Virág Csurg (nascida em 10 de novembro de 1972) é uma ex-jogadora húngara de tênis profissional. Csurgó conquistou seis títulos de simples na FIT (Federação Internacional de Tênis), e dezessete de duplas.

## Carreira
Csurgó alcançou à segunda rodada de simples e duplas do tênis nos Jogos Olímpicos de Verão de 1996 em Atlanta. Também alcançou à segunda rodada nos três torneios de duplas do Grand Slam. Disputou dezesseis partidas pela Hungria na Fed Cup.